# Emil Fuchs

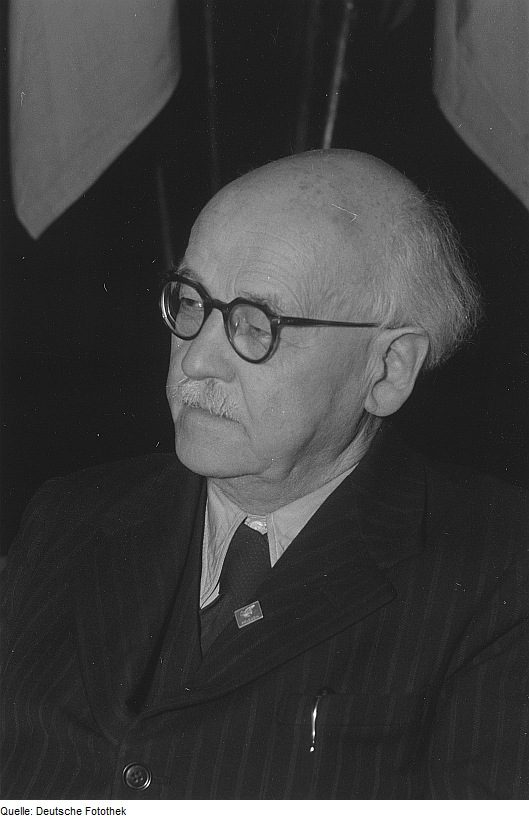
Emil Fuchs, 1952

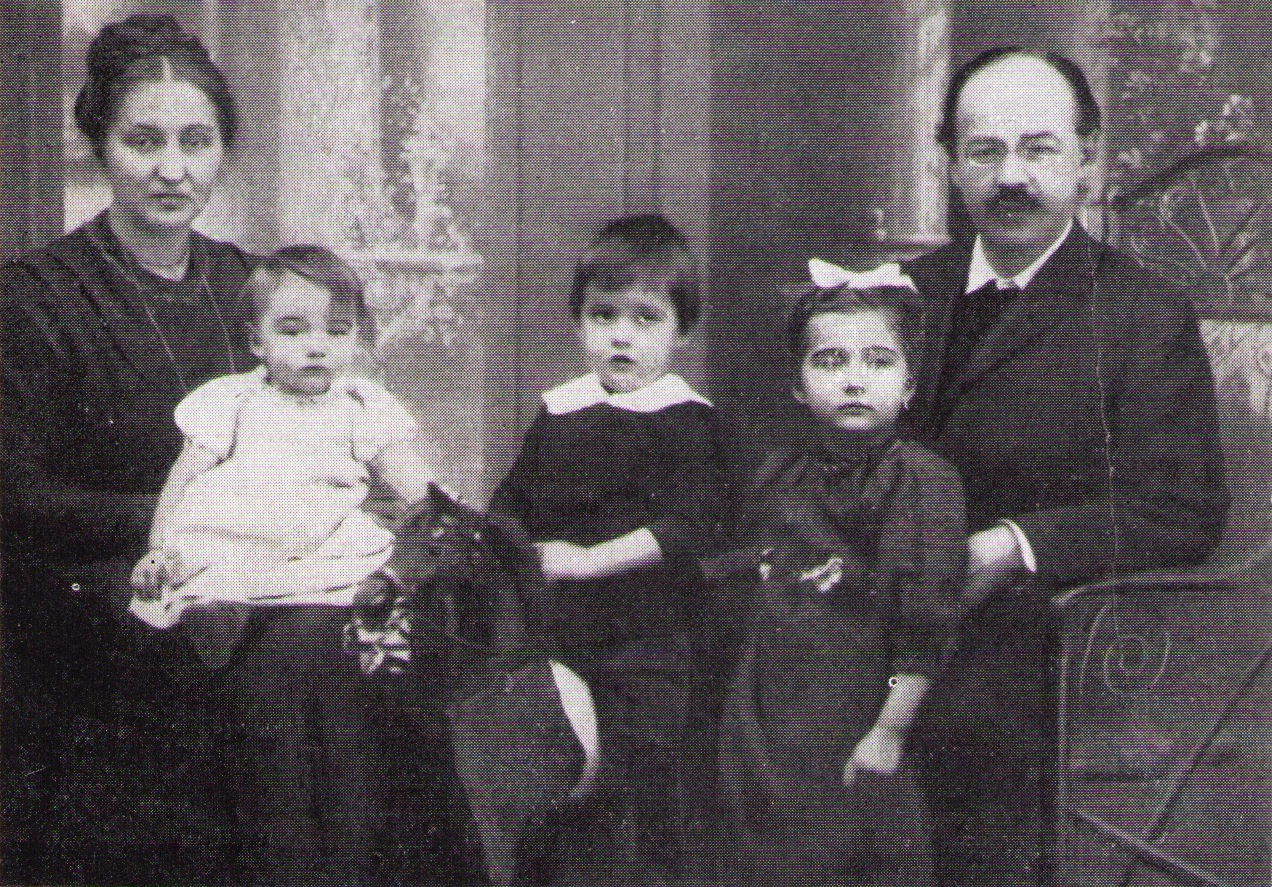
Emil Fuchs mit seiner Ehefrau Else Fuchs und den drei ältesten Kindern Elisabeth, Gerhard, Klaus (von rechts nach links), 1912

Emil Fuchs (* 13. Mai 1874 in Beerfelden; † 13. Februar 1971 in Ost-Berlin) war ein deutscher evangelischer Theologe, dreifacher Ehrendoktor und politisch aktiver Theologie-Professor. Fuchs wirkte im Widerstand gegen den Nationalsozialismus.

## Familie
Emil Fuchs wurde in Beerfelden im Odenwald (Großherzogtum Hessen-Darmstadt) geboren. Er stammte aus einer evangelisch-lutherischen Pfarrerfamilie. 1906 heiratete er Else Wagner (1875–1931), Tochter des Agronomen Paul Wagner und seiner Ehefrau, die eine Tochter des Juristen Wilhelm Franz Francke war, zur hannöverschen Pfarrerfamilie Francke gehörend, aus der schon August Hermann Francke als Gründer der Franckesche Stiftungen in Halle (Saale) stammte.
Das Ehepaar Fuchs hatte vier Kinder, Elisabeth (1908–1938 Suizid), Gerhard (1909–1951), Klaus (1911–1988) und Christel (1913–2008). Außerdem ist sein Enkel, der Wissenschaftsphilosoph Klaus Fuchs-Kittowski, Sohn seiner ältesten Tochter Elisabeth, bei ihm aufgewachsen.

## Leben
Emil Fuchs studierte von 1894 bis 1897 Evangelische Theologie an der Universität Gießen, wo er stark von den christlich-sozialen Ideen Friedrich Naumanns beeinflusst wurde. Während seines Studiums wurde er 1894 Mitglied der Burschenschaft Arminia Gießen und 1899 deren Ehrenmitglied (1919 ausgetreten). Nach Ableistung seines Militärdienstes und dem Besuch des Predigerseminars in Friedberg (Wetterau) wurde er 1900 ordiniert und promovierte in Gießen. Nach Stationen als Pfarrassistent und Vikar in Lampertheim, Manchester und Arheilgen bei Darmstadt, wirkte er von 1905 bis 1918 als Pfarrer in Rüsselsheim, wo er auch 1905 eine „Volksakademie“ gründete (im Sinne einer heutigen Volkshochschule).
Im Jahre 1918 wurde Fuchs dann Pfarrer der Westvorstadt am Ehrensteig, einer Arbeitergemeinde in Eisenach. Hier gründete er 1919 die erste Volkshochschule in Thüringen. 
In der Eisenacher Kreuzkirche hielt er Anfang der 1920er Jahre eine „wundervolle Morgenandacht“ im Rahmen einer Tagung der „Christlichen Welt“ u. a. mit Teilnehmern aus der lebensreformatorischen Jugendbewegung „Neue Schar“.
Er war einer der ersten Pfarrer in der SPD überhaupt, als er 1921 Mitglied dieser Arbeiterpartei wurde. Zugleich war er ein führender Kopf der Religiösen Sozialisten Thüringens und wurde Mitglied des Vorstandes. Er schloss sich 1933 der Religiösen Gesellschaft der Freunde (Quäker) an,  deren pazifistische Einstellung er teilte. Er sollte 1930/31 einen Lehrstuhl an der Universität Halle-Wittenberg übernehmen, wurde aber von der evangelischen theologischen Fakultät abgelehnt. Insbesondere aufgrund seiner Solidarität mit den Familien der von einem Freiwilligenbataillon aus Marburger Studenten erschossenen Arbeiter ergaben sich lange, politisch motivierte Konflikte mit der evangelischen Kirche Thüringens und seiner Gemeinde.
Fuchs gehörte während der Weimarer Republik der Republikschutzorganisation Reichsbanner Schwarz-Rot-Gold an.
Er wurde 1931 auf eine Professur an die Pädagogische Akademie Kiel berufen. Gleich nach der Machtübernahme erfolgte seine Amtsenthebung durch das Naziregime, denn er hatte sich in Kiel öffentlich in das „Eiserne Buch“, den Kampfbund der deutschen Sozialdemokratie gegen den aufkommenden Nationalsozialismus, eingeschrieben. Im April 1933 wurde er beurlaubt, am 20. September 1933 entlassen und kurzzeitig inhaftiert. Er stand danach unter der Überwachung durch die Gestapo.  1934 konnte er sich zusammen mit seiner Tochter, Elisabeth Kittowski, für eine kurze Zeit in dem von den Quäkern  betriebenen Rest Home in Falkenstein aufhalten.

Seit seiner Amtsenthebung durch die Nazis lebte Fuchs mit einer gekürzten Rente im Ruhestand. Seinen Lebensunterhalt bestritt er kurzzeitig als Inhaber einer Autovermietung und mit der Versendung seiner theologischen Schriften. 1943 ging er zusammen mit dem Enkel Klaus Fuchs-Kittowski nach Gortipohl (Vorarlberg in Österreich). In Vorarlberg nahm Emil Fuchs mit seinem Enkel die Verbindung zur österreichischen Widerstandsbewegung auf. Nach dem Zweiten Weltkrieg erfolgte die Wiederaufnahme seiner Arbeit in der hessischen SPD.

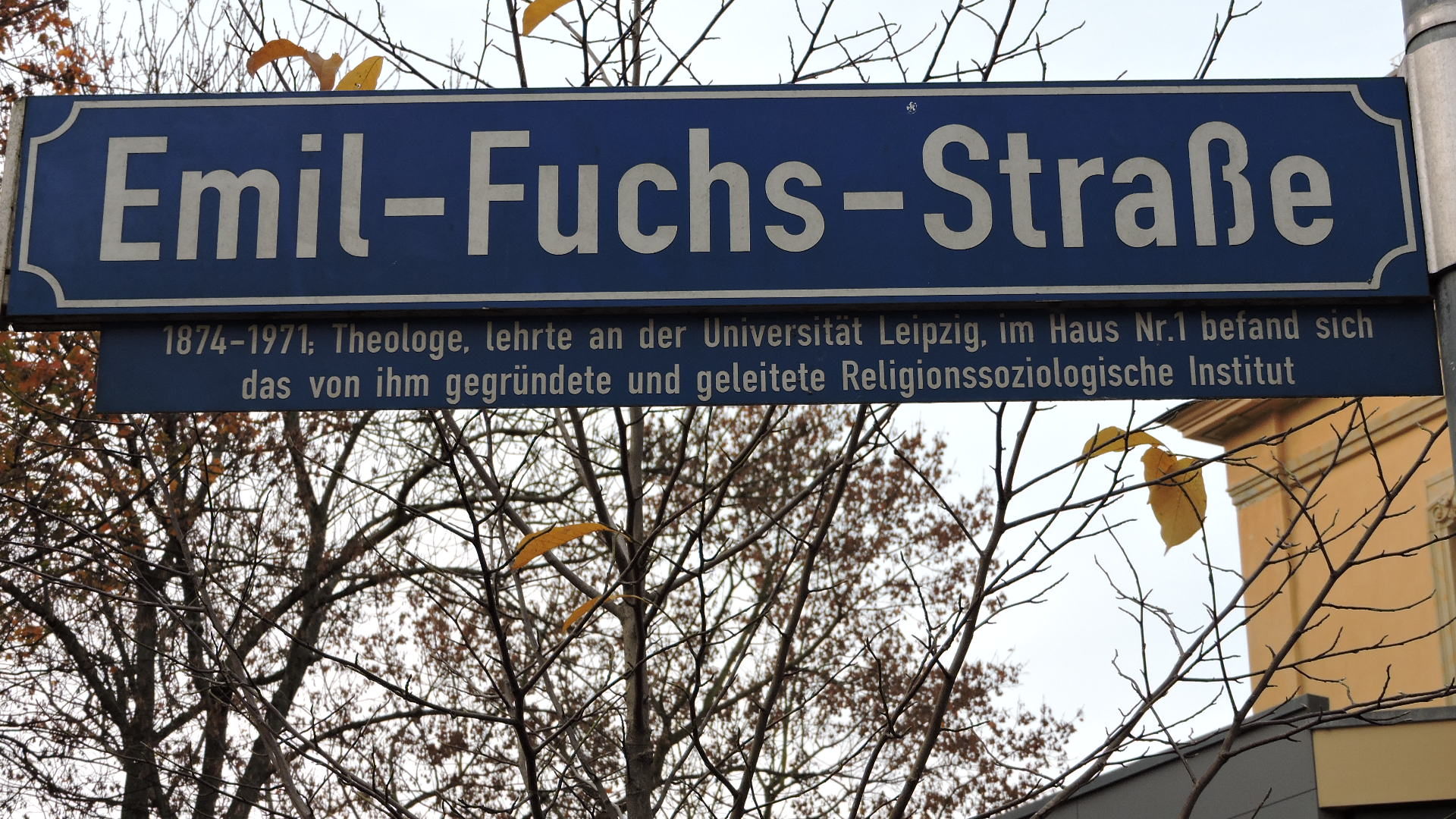
Leipzig, Emil-Fuchs-Straße (2014)

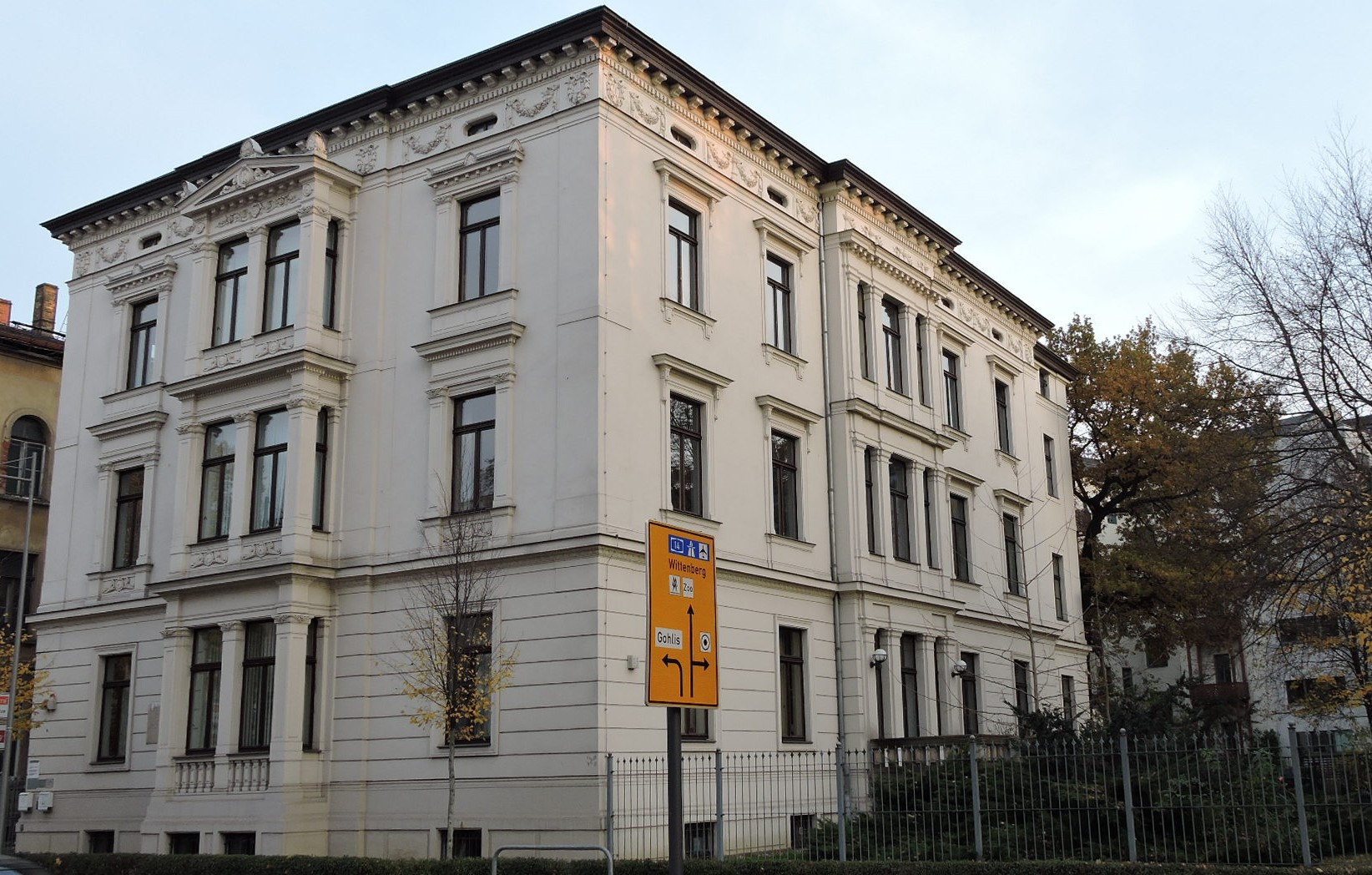
Leipzig, Emil-Fuchs-Straße Nr. 1, ehemaliger Sitz des Religionssoziologischen Instituts von Emil Fuchs (2014)

1948 erhielt Fuchs einen Ruf nach Leipzig, und vor dem Umzug  unternahm er zusammen mit seinem Enkel Klaus Fuchs-Kittowski noch eine einjährige Reise in die USA, wo er seine Tochter Christel Fuchs-Heinemann (später Fuchs-Holzer) sowie seine Freunde aus der internationalen Gesellschaft der Freunde (Quäker) und auf der Durchreise seinen Sohn, den Physiker Klaus Fuchs, in England besuchte.
1949 siedelte Fuchs in die DDR über und wurde Professor für Systematische Theologie und Religionssoziologie an der Theologischen Fakultät der Universität Leipzig. Er wurde Gründungsmitglied der Christlichen Friedenskonferenz und war im Weltfriedensrat tätig.
Gemeinsam mit den Quäkern setzte er sich dafür ein, dass es DDR-Bürgern, die den Dienst mit der Waffe bei der Nationalen Volksarmee verweigerten, möglich wurde, ihren Dienst als sogenannte Bausoldaten abzuleisten. Er protestierte – bei grundsätzlicher Loyalität zum Staat DDR – Anfang der 1950er Jahre gegen die Verfolgung der Jungen Gemeinde. In der zweiten Hälfte der 1950er Jahre erfolgten in Leipzig ideologische Auseinandersetzungen und schließlich die Zwangsemeritierung des Institutsdirektors für Philosophie Ernst Bloch. Hiergegen sprach sich Fuchs öffentlich aus und stand auch weiterhin zu ihm. 1968 bezog Fuchs auch Stellung gegen den Abriss der Leipziger Universitätskirche. Seine Emeritierung war im Jahre 1959 im Alter von 85 Jahren erfolgt.
Nachdem sein befreundeter Professorenkollege Ernst Bloch nach dem Bau der Berliner Mauer von einer Reise aus Westdeutschland nicht mehr nach Leipzig zurückgekehrt war und sein Enkel Klaus Fuchs-Kittowski 1961 eine Aspirantur an der Humboldt-Universität in Berlin aufgenommen hatte, siedelte er schließlich 1963 ebenfalls nach Berlin um. Hier arbeitete er weiterhin an seinem Alterswerk, und er beteiligte sich aktiv am geistigen Leben. Emil Fuchs verstarb im Jahr 1971 im Alter von 97 Jahren.

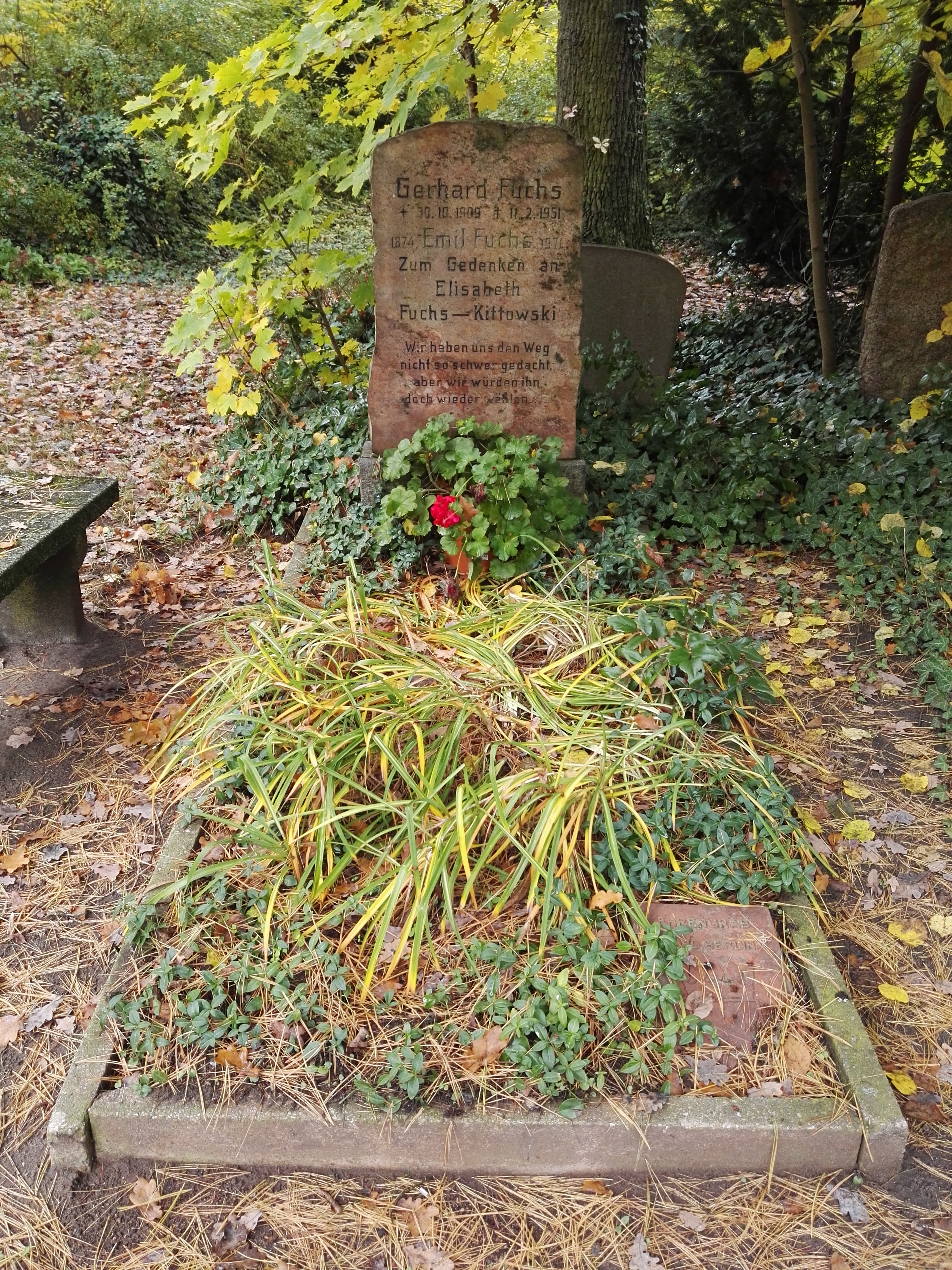
Grabstätte

In Leipzig ist eine Straße im Stadtzentrum (Nähe zum Zoo) nach Emil Fuchs benannt. Am Straßenschild verweist hier eine Tafel auf Haus Nr. 1, in dem sich das von ihm gegründete und geleitete Religionssoziologische Institut befand. In diesem traditionsreichen Hause hatte zuvor der bekannte Biologe und Philosoph Hans Driesch (1867–1941) in seinen Leipziger Jahren von 1921 bis 1941 gewohnt, und als Verlängerung der Achse der Emil-Fuchs-Straße gibt es die Hans-Driesch-Straße im Stadtteil Leipzig-Leutzsch. In der Stadt Rüsselsheim am Main trägt eine Bibliothek und ein großer Platz im Zentrum seinen Namen. Sein Grab auf dem Zentralfriedhof Friedrichsfelde wurde ein Ehrengrab der Stadt Berlin. Die DDR-CDU verlieh ihm eine „Ehrenmitgliedschaft“.
Emil Fuchs schrieb während seiner DDR-Jahre sein Alterswerk. Er verfasste sein Werk Christlicher Glaube (1. u. 2. Teil), seine Biographie Mein Leben (1. u. 2. Teil) sowie mehrere wichtige religiös-sozialistische Schriften, unter anderem die Christliche und marxistische Ethik.

## Ehrungen
- 1914: Ehrendoktor der Theologischen Fakultät der Universität Gießen. Dieser wurde noch während seiner Lebenszeit anlässlich des 95. Geburtstages erneuert.
- 1953: Deutsche Friedensmedaille
- 1954: Vaterländischer Verdienstorden in Silber[7]
- 1959: Ehrendoktor der Comenius-Fakultät der Karls-Universität Prag.
- 1959: Vaterländischer Verdienstorden in Gold[8]
- 1964: Ehrendoktor der Theologischen Fakultät der Humboldt-Universität zu Berlin
- 1964:  Banner der Arbeit
- 1964: Friedensmedaille in Gold
- 1969: Stern der Völkerfreundschaft in Silber[9]

## Darstellung Fuchs’ in der bildenden Kunst der DDR
- Bruno Kubas: D. Emil Fuchs (1972, Büste, Bronze)

## Schriften
- Schleiermachers Religionsbegriff und religiöse Stellung zur Zeit der ersten Ausgabe der Reden (1799). Gießen 1901.
- Vom Werden dreier Denker – Fichte, Schelling und Schleiermacher in der ersten Periode ihrer Entwicklung. Mohr (Paul Siebeck), Tübingen/Leipzig 1904; wieder gedruckt als historisches Gut in den USA 2014.
- Gut und Böse, Wesen und Werden der Sittlichkeit. Tübingen 1906.
- Fr. W. Schelling – Schöpferisches Handeln. Jena 1907.
- Von Naumann zu den religiösen Sozialisten, 1894–1929.
- Christentum und Sozialismus. Offenbach 1948.
- Die Botschaft des Inneren Lichts. Pyrmont 1949; unter dem Titel: Der Ruf Jesu Christi. Nachdruck Hamburg 1961.
- Leonhard Ragaz – Prophet unserer Zeit. Oberursel 1949.
- Christ in catastrophe. An inward record. Pendle Hill, 1949; reprinted by Frieds Home Service, House Easton Road, London 1950.
- Marxismus und Christentum. Leipzig 1952.
- Christliche und marxistische Ethik. Leipzig 1956.
- Mein Leben. Erster und zweiter Teil. Autobiografie. Koehler & Amelang, Leipzig 1957 (I) und 1959 (II). Neuauflage 2017
- Christlicher Glaube. Halle, Teil I, 1959; Teil II, 1960.
- Die Christenheit am Scheideweg. Berlin 1963.
- Jesus von Nazareth im Glauben eines Christen, der Sozialist ist. In: Karlheinz Deschner (Hrsg.): Jesusbilder in theologischer Sicht. List 1966.
- Von Schleiermacher zu Marx. Berlin 1969.
- Das Evangelium nach Matthäus. Eine Auslegung des Evangeliums im Kontext von Verfolgung und Widerstand (1933–35). Kovac, Hamburg 2012, ISBN 978-3-8300-6434-3. Hrsg. von Claus Bernet und Klaus Fuchs-Kittowski.
- Der Brief des Paulus an die Römer. Kovac, Hamburg 2015, ISBN 978-3-8300-8683-3. Hrsg. von Claus Bernet und Klaus Fuchs-Kittowski.
- Auslegung des Evangeliums nach Markus. Kovac, Hamburg 2015, ISBN 978-3-8300-8720-5. Hrsg. von Claus Bernet und Klaus Fuchs-Kittowski.
- Offenbarung des Johannes. Kovac, Hamburg 2016, ISBN 978-3-8300-8949-0. Hrsg. von Claus Bernet und Klaus Fuchs-Kittowski.
- Die Frohe Botschaft nach Lukas. Eine Auslegung des Evangeliums im Kontext von Verfolgung und Widerstand (1939–41). Kovac, Hamburg 2016, ISBN 978-3-8300-9278-0. Hrsg. von Claus Bernet und Klaus Fuchs-Kittowski.
- Das Evangelium nach Johannes. Eine Auslegung des Evangeliums im Kontext von Verfolgung und Widerstand (1939–41). Kovac, Hamburg 2017, ISBN 978-3-8300-9408-1. Hrsg. von Claus Bernet und Klaus Fuchs-Kittowski.
- Die Taten der Apostel. Eine Auslegung des Evangeliums im Kontext von Verfolgung und Widerstand (1941–43). Kovac, Hamburg 2017, ISBN 978-3-8300-9545-3. Hrsg. von Claus Bernet und Klaus Fuchs-Kittowski.
- Der erste Brief des Paulus an die Thessalonicher, Galaterbrief und Korintherbrief. Eine Auslegung des Evangeliums im Kontext von Verfolgung und Widerstand (1944–45). Kovac, Hamburg 2018, ISBN 978-3-8300-9771-6. Hrsg. von Claus Bernet und Klaus Fuchs-Kittowski.